# Mogontiacum

Plan al Mogontiacum

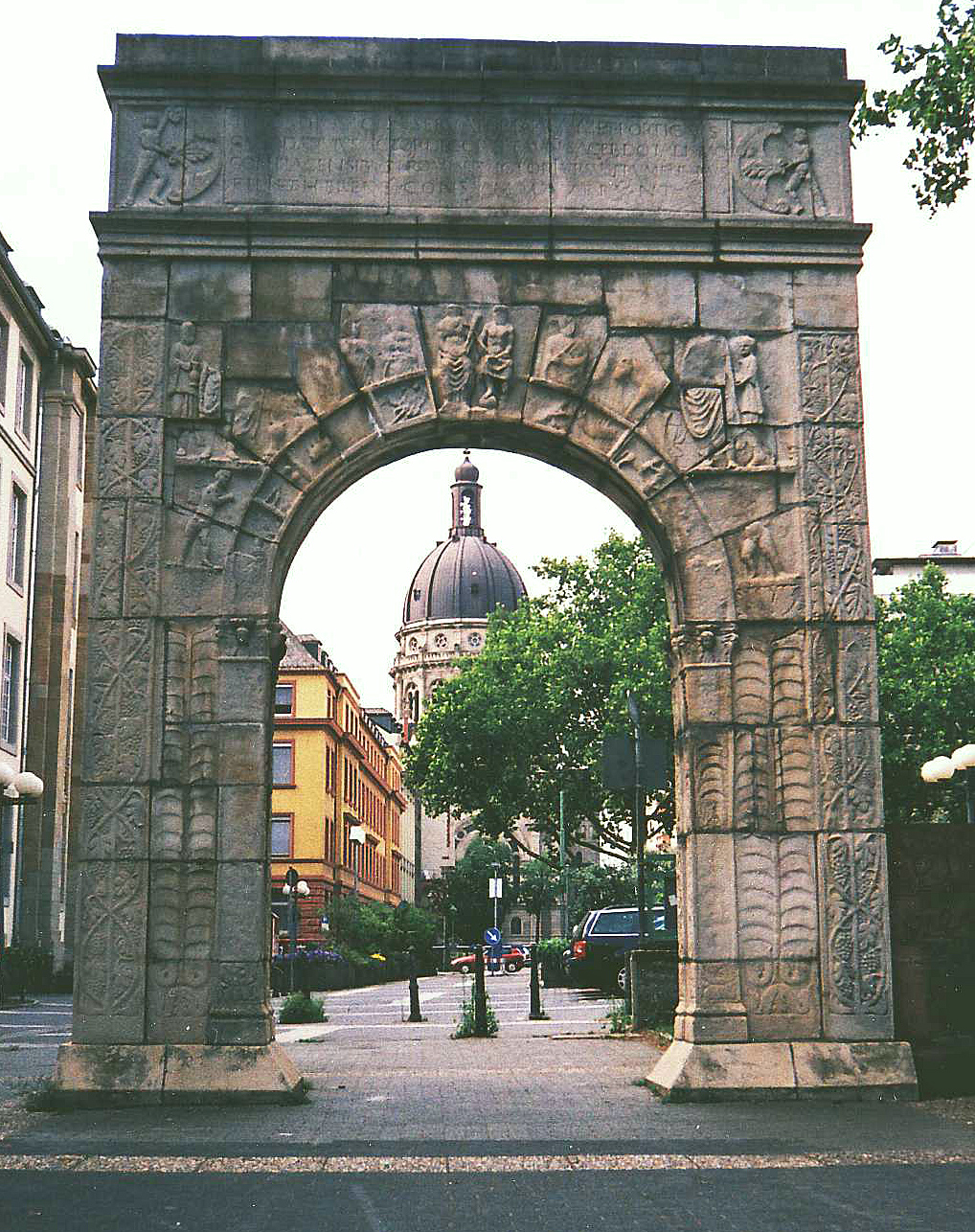
Arcul lui Dativius Victor la Mainz

Mogontiacum sau Moguntiacum este numele latin (de origine celtică) al actualului oraș Mainz (din Germania), fondat oficial în anul 13 î.Hr./12 î.Hr. de Nero Claudius Drusus, capitală  Germaniei superior, începând din anul 40 d.Hr.
Așezarea era totuși locuită cu mult timp înainte de sosirea romanilor.

## Originea numelui
Toponimul Mogontiacum / Moguntiacum este probabil de origine celtică, format din trei elemente: rădăcina Mog- are un sens obscur, sufixul celtic (?) cunoscut -ontiu- (Cf. Besançon < Vesontio, pe preindoeuropeanul *ves „munte”; Ressons < Rosontium; Lyons-la-Forêt < *Licontium) și sufixul celtic cu valoare localizantă *-āko- devenit -acum, foarte răspândit.
În timpul celei de-a doua jumătăți a secolului I î.Hr., celții constituiau principala forță aflată pe malurile Rinului superior. Ei populau și regiunea actualului Mainz și au denumit această așezare pornind de la numele unuia dintre zeii lor Mogo(n).

## Istorie

### Tabără militară
Până în anii 90 d.Hr., la Mogontiacum erau staționate două legiuni, după care a fost instalată Legio XXII Primigenia Pia Fidelis, cunoscută și ca Legiunea de la Mogontiacum, localitatea fiind bază permanentă, până în secolul al IV-lea.
Mogontiacum a servit și ca bază pentru pregătirea a multor campanii peste Rin, cu armatele a până 4 legiuni și a numeroase unități auxiliare.

### Așezare civilă
De timpuriu, încă din primii ani ai erei creștine, cel puțin o așezare civilă s-a dezvoltat în umbra taberei militare. Nucleul a fost, poate, veche o aglomerare indigenă. Apoi, de-a lungul drumului care ducea de la tabără la podul de peste Rin, s-au ridicat prăvălii și hanuri ale negustorilor, pe care o armată le atrage în mod obligatoriu în sat. Ceva mai la nord, prin locul unde acum se află portul fluvial actual, care a succedat, fără îndoială, portului fluvial roman, s-au grupat agențiile comerciale de navigație străine și case de comerț mai importante.
Transportul cu șalande pe Rin, a avut, încă de la început, un loc considerabil în viața locuitorilor. Dovada ne-o oferă un monument funerar remarcabil care datează, după toate aparențele, de la mijlocul secolului I al erei creștine, stela lui Blussus marinarul (originalul se găsește, în prezent la Muzeul Landului Renania-Palatinat din Mainz, având numărul de inventar S 146). Acest monument a fost descoperit în 1848, la Mainz-Weisenau.
Ținând în mâna o pungă rontunjoară, Blussus tronează alături de soția sa, o matroană importantă, plină de bijuterii; în spate, se vede bustul fiului lor, Primus. Pe reversul stelei, o barcă încărcată navighează pe Rin. Blussus, fiul lui Atusirus, gal, după nume, a debutat ca simplu marinar, dar a devenit patron; după cum se vede, a făcut avere. A murit la vârsta de șaptezeci și cinci de ani. Primele sale călătorii pe Rin le-a făcut în vremea lui Drusus. Blussus reprezintă prima generație de navigatori pe Rin..

### Izvoare primare
- Cassius Dio, Historia romana, LIV.
- Iordanes, De origine actibusque Getarum, 15.
- Historia Augusta, Alexander Severus și Aurelianus.
- Sfântul Ieronim, Scrisori.
- Tacitus, Historiae, IV.

### Izvoare secundare
- AAVV, Magonza (v. vol. IV, p. 781). In: Enciclopedia dell'Arte Antica, secondo supplemento 1971-1994 III (Roma 1995) 511-513.
- AAVV, Germania Superior et Inferior In: Enciclopedia dell'Arte Antica, secondo supplemento 1971-1994 IV (Roma 1996) 536-540.
- D.B. Campbell, Roman legionary fortresses 27 BC - AD 378, Oxford 2006.
- Maureen Carroll, Romans, Celts & Germans: the german provinces of Rome, Gloucestershire & Charleston 2001.
- D.Kennedy, Il mondo di Roma imperiale: la formazione, a cura di J.Wacher, Parte IV: Le frontiere, L'Oriente, Ed. Laterza, Bari 1989.
- M.J.Klein, Traiano e Magonza. La capitale della provincia della Germania superior, nel catalogo della mostra Traiano ai confini dell'Impero di Ancona presso Mole Vanvitelliana, a cura di Grigore Arbore Popescu, Milano 1998. ISBN 88-435-6676-8
- H. Parker, The roman legions, New York 1958.
- Colin Michael Wells, The German Policy of Augustus. An Examination of the Archeological Evidence, in Journal of Roman Studies n.62, Oxford 1972. ISBN 0-19-813162-3
- Marion Witteyer, Une voie pour les vivants et pour les morts. La nécropole de Mainz-Weisenau. sur: Rome et ses Morts. L’archéologie funeraire dans l’Occident romain. Les Dossiers d’archéologie 330, 2008, p. 114-119.
- Marion Witteyer, Mayence - Mogontiacum, Rhénanie-Palatinat, Allemagne. sur: Michel Reddé/ R. Brulet/ Rudolf Fellmann/ J. K. Haalebos/ S. von Schnurbein, Les Fortifications militaires. L’architecture de la Gaule romain. DAF 100, Bordeaux 2006, p. 324-329.